# Jak mam na imię
Jak mam na imię (hiszp. Infancia clandestina) – argentyńsko-hiszpańsko-brazylijski dramat historyczny z 2012 roku w reżyserii Benjamína Ávili. Zdjęcia kręcono w Burzaco (prowincja Buenos Aires).

## Obsada
- Natalia Oreiro jako Cristina alias Charo
- Ernesto Alterio jako wujek Beto
- César Troncoso jako Horacio alias Daniel
- Teo Gutiérrez Romero jako Juan alias Ernesto Estrada
- Cristina Banegas jako babcia Amalia

i inni

## Nagrody i nominacje

### 2012
- Argentyńska Akademia Sztuki i Wiedzy Filmowej – kandydat do nagrody Oscar w kategorii Najlepszy Film Nieanglojęzyczny[1]
- Argentyńska Akademia Sztuki i Wiedzy Filmowej – kandydat do nagrody Goya w kategorii Najlepszy Zagraniczny Film Hiszpańskojęzyczny[2]